# Chapelle Saint-Sébastien de Guernilis
La chapelle Saint-Sébastien de Guernilis est un édifice situé à Briec, en France.

## Localisation
La chapelle est située sur le territoire de la commune de Briec, dans le département du Finistère, en région Bretagne.

## Description
La chapelle est un édifice en forme de croix latine, elle date du milieu du 16e siècle (année 1574 marquée dans l'abside). Aux coins de la façade ouest se trouvent deux lions en granit. La façade elle-même est percée d'une porte gothique, surmontée d'un Saint-Sébastien entre deux archers, et de deux figures sculptées en bas de pignon. L'édifice servit de chapelle de famille de Trégain qui y conserve encore des tombes. En 1796, elle est acquise par la famille Trellu. On venait également y demander la guérison des maux d'yeux et d'entrailles.

## Historique
La chapelle est inscrite (la chapelle et son calvaire) au titre des monuments historiques par arrêté du 20 janvier 1976.

## Galerie

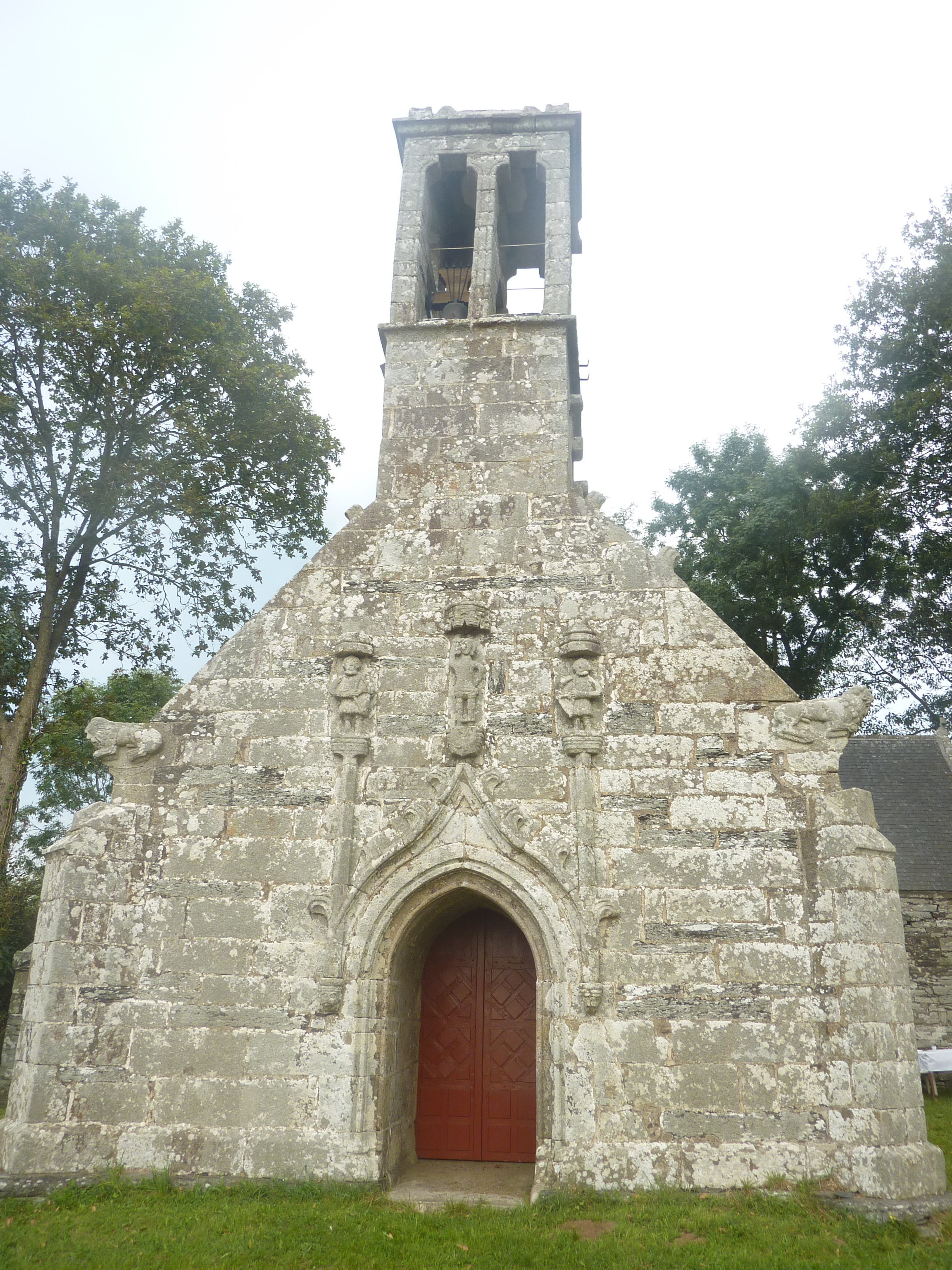
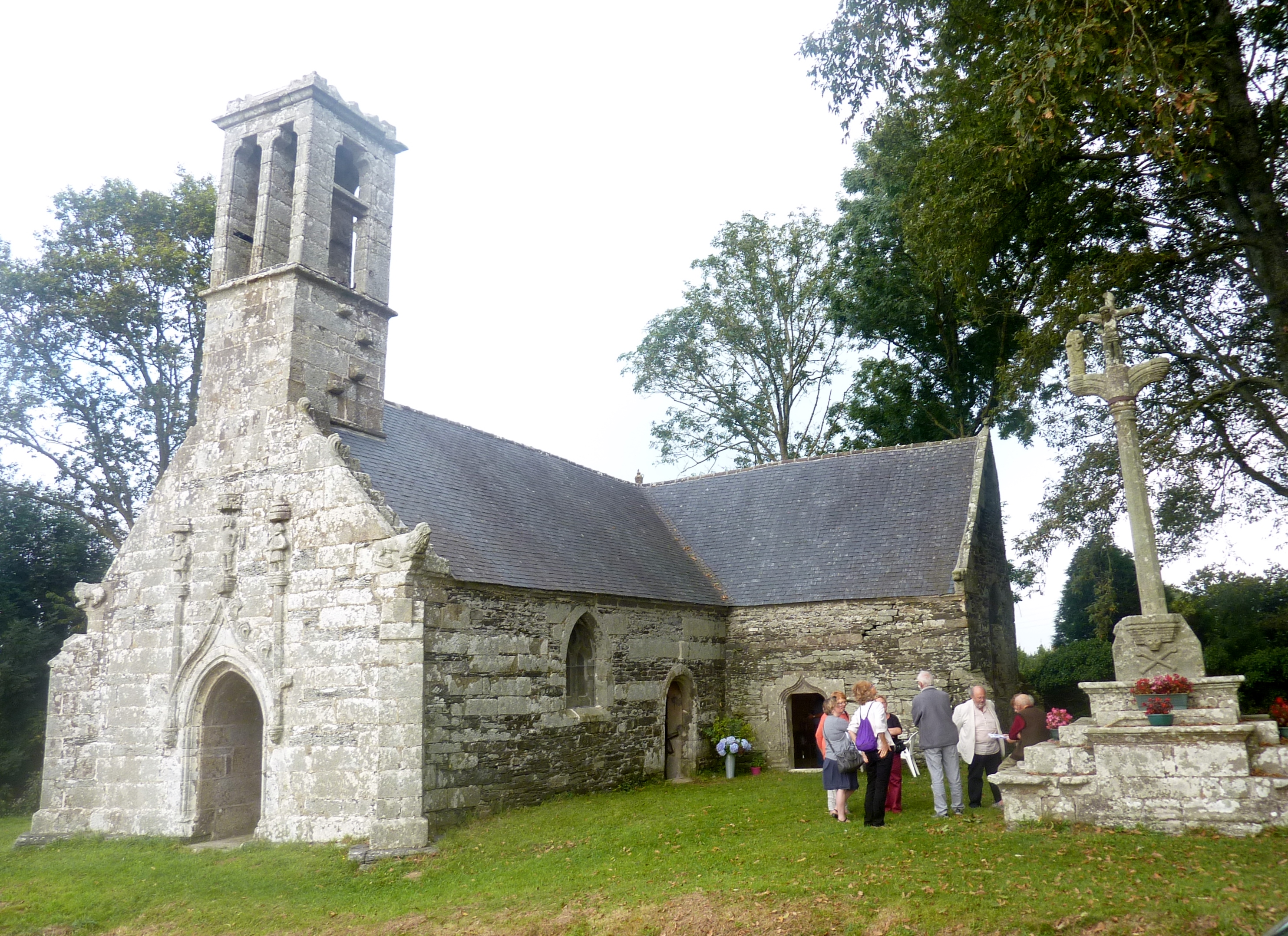
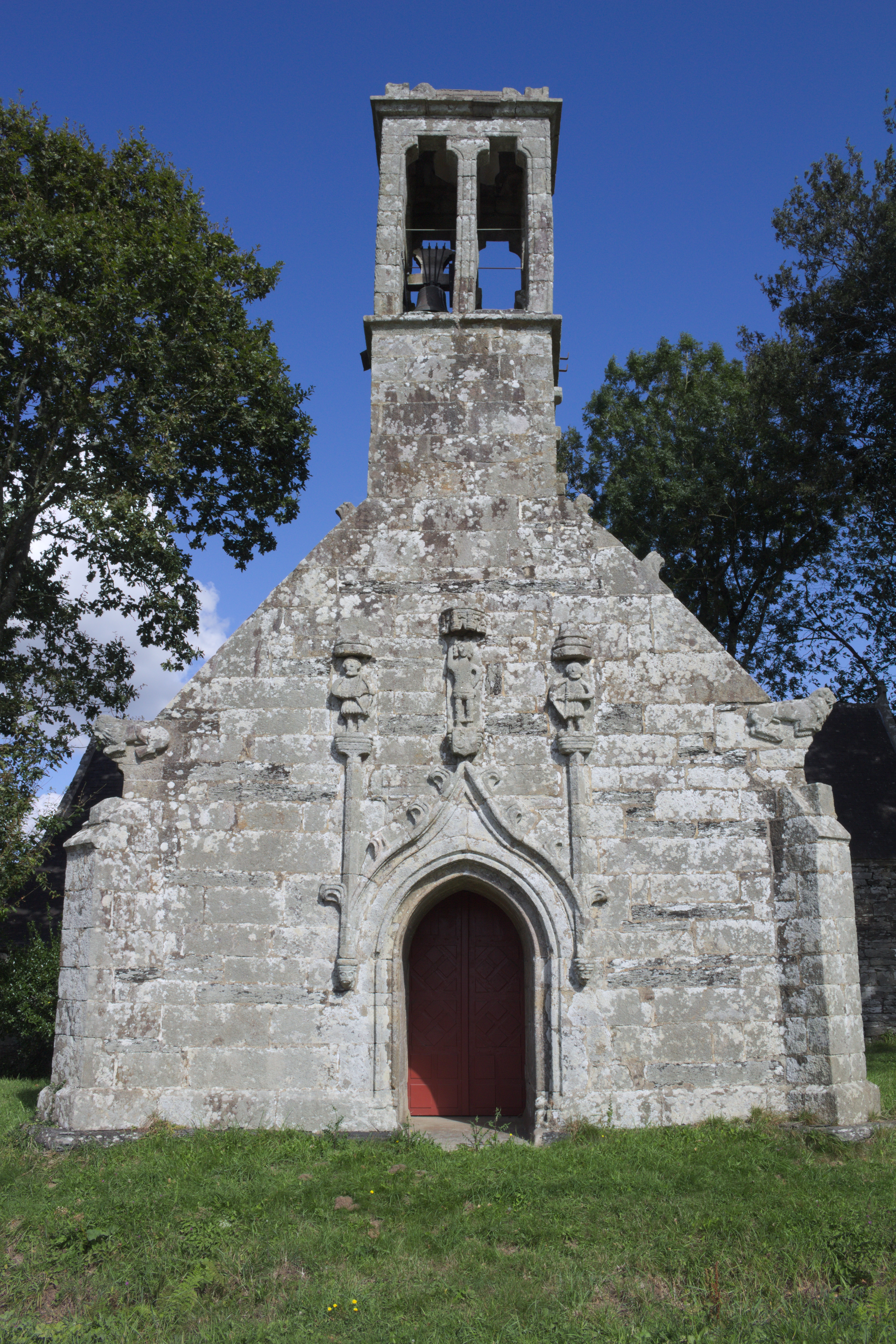
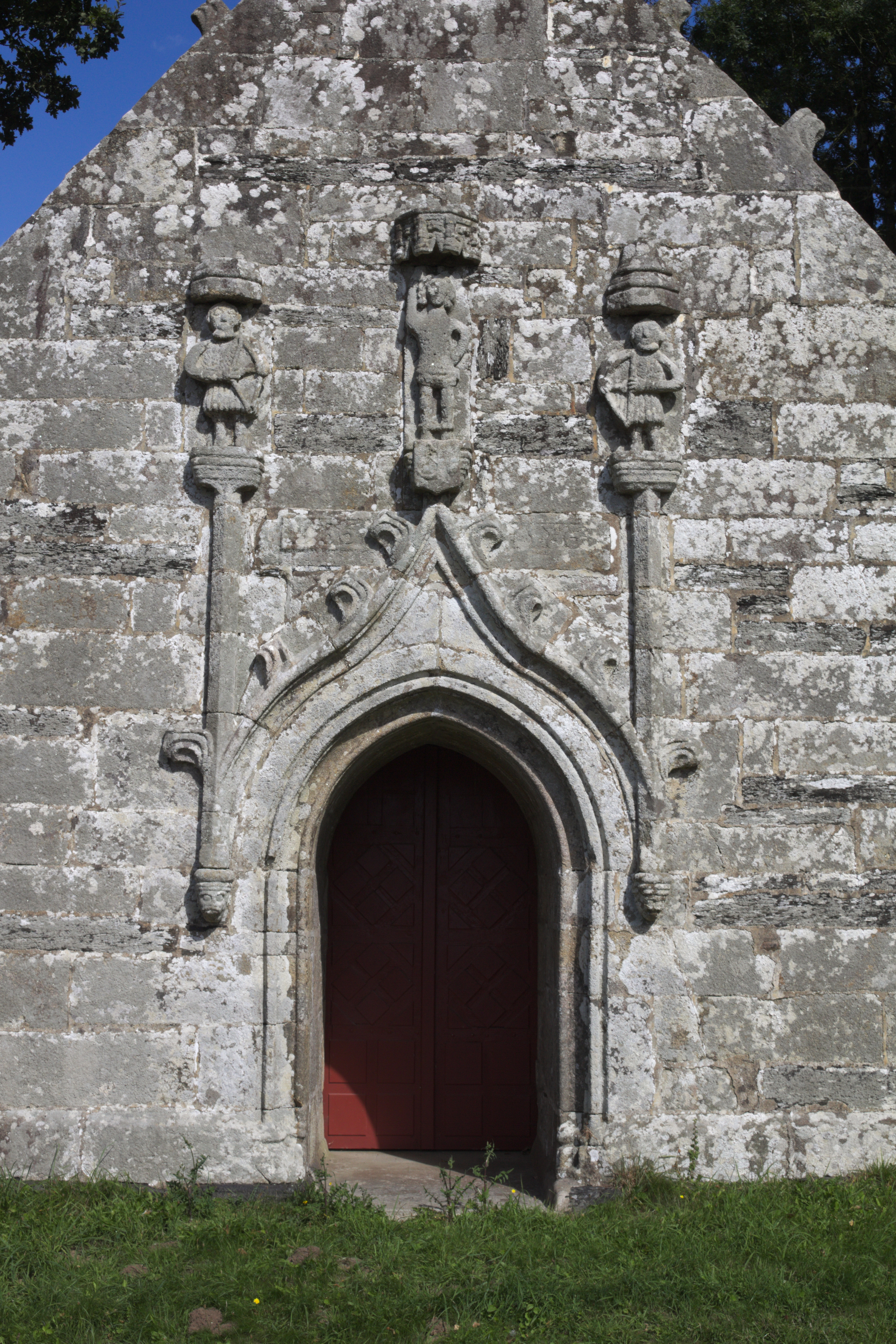
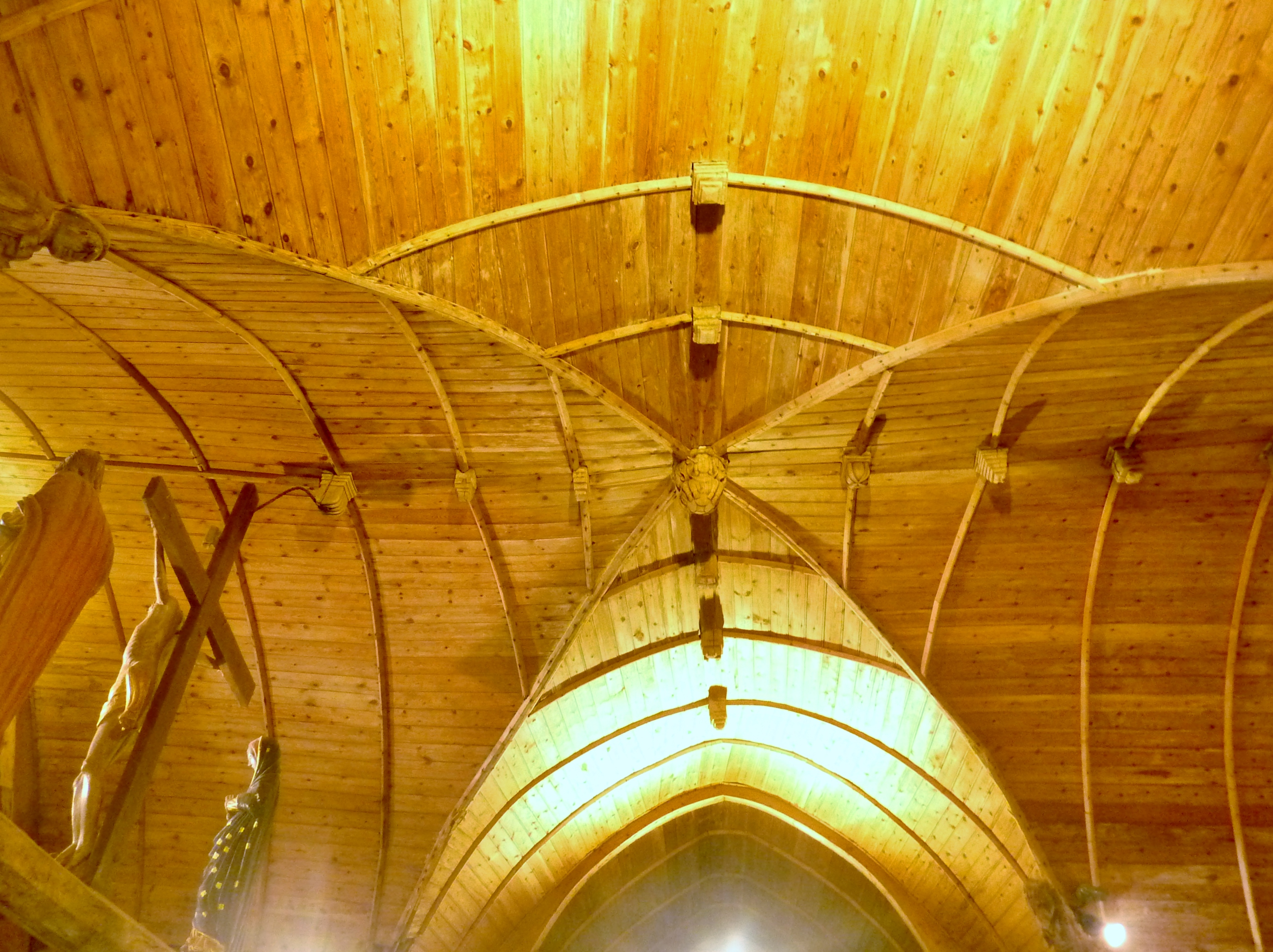
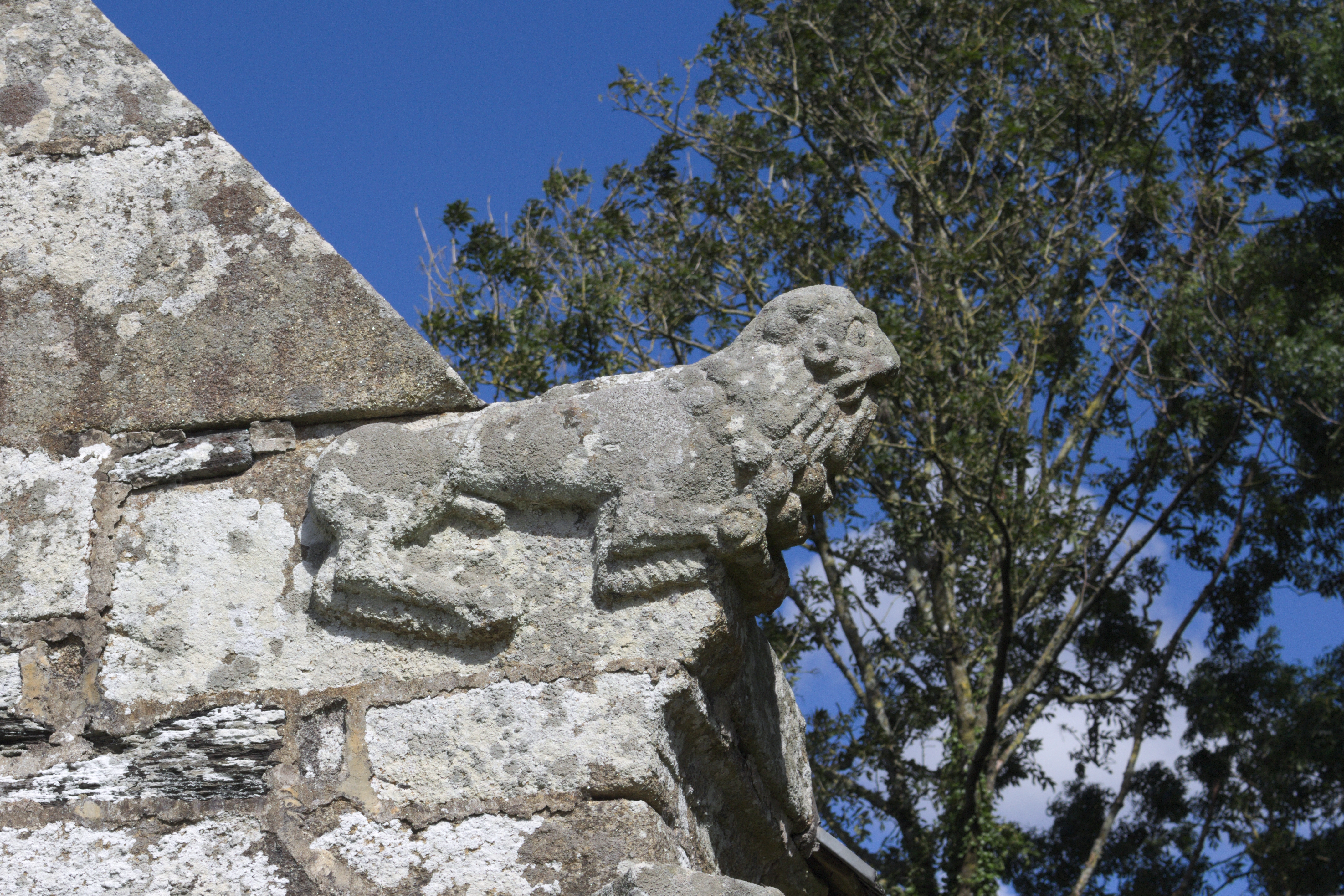
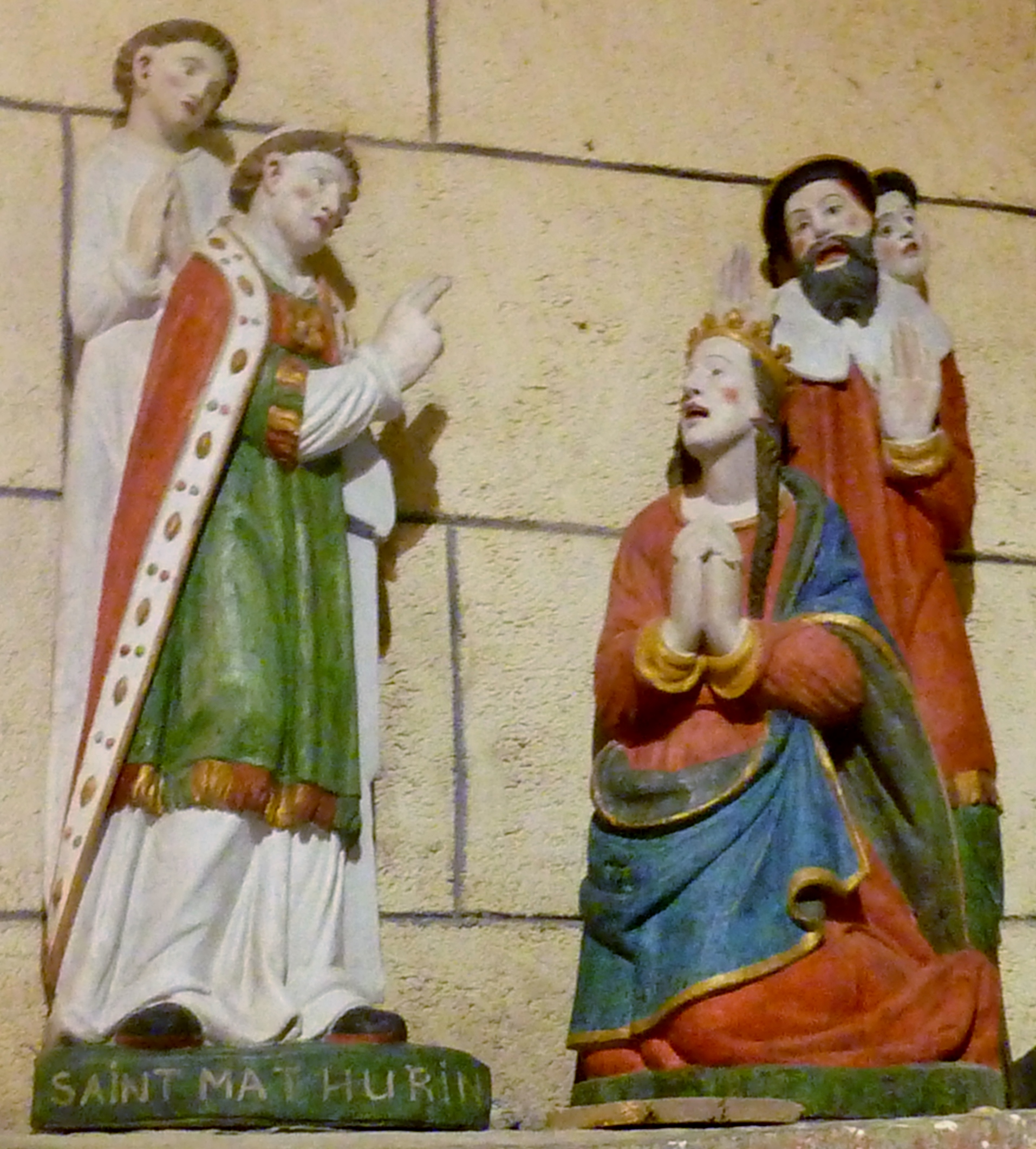
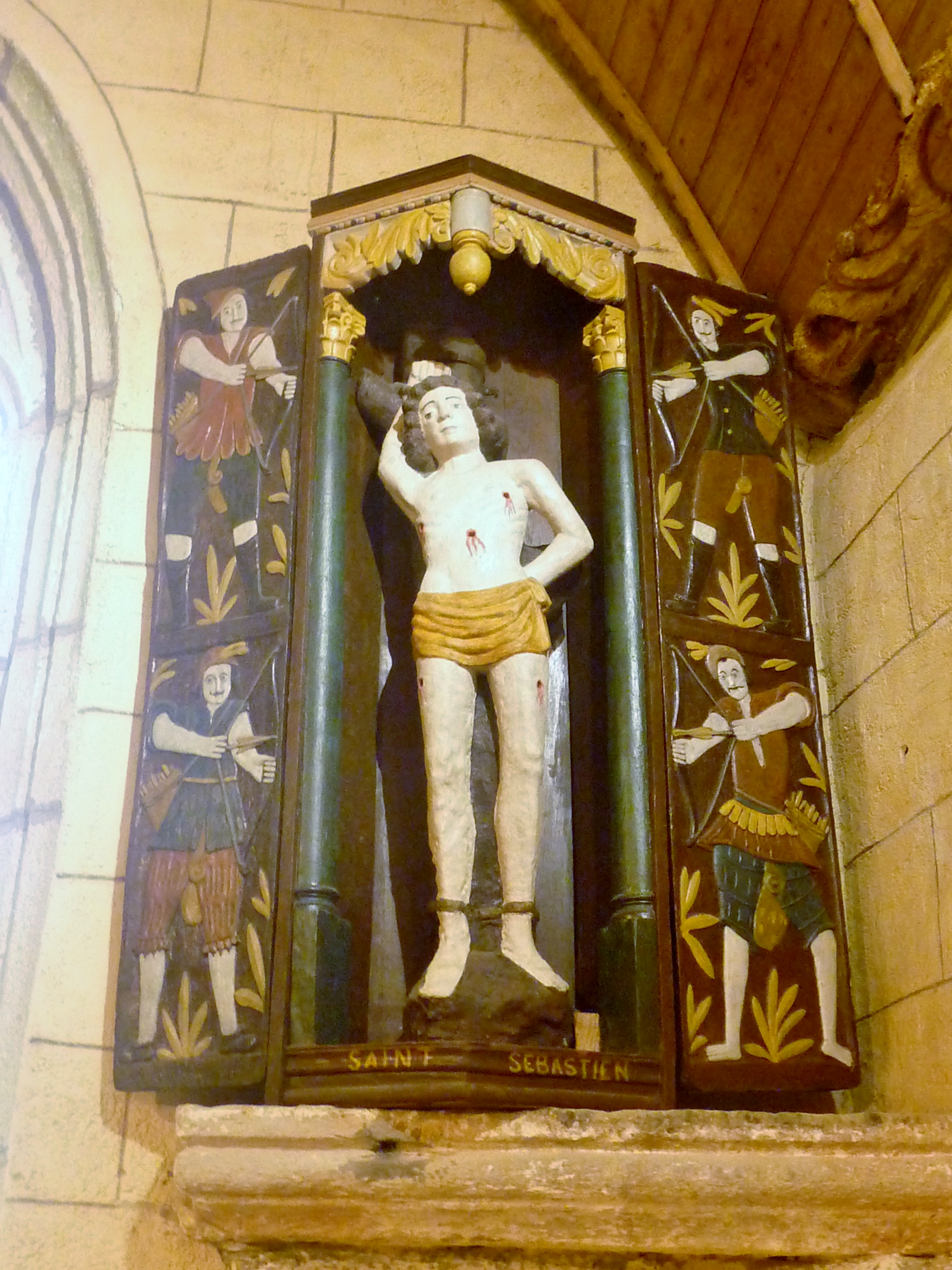
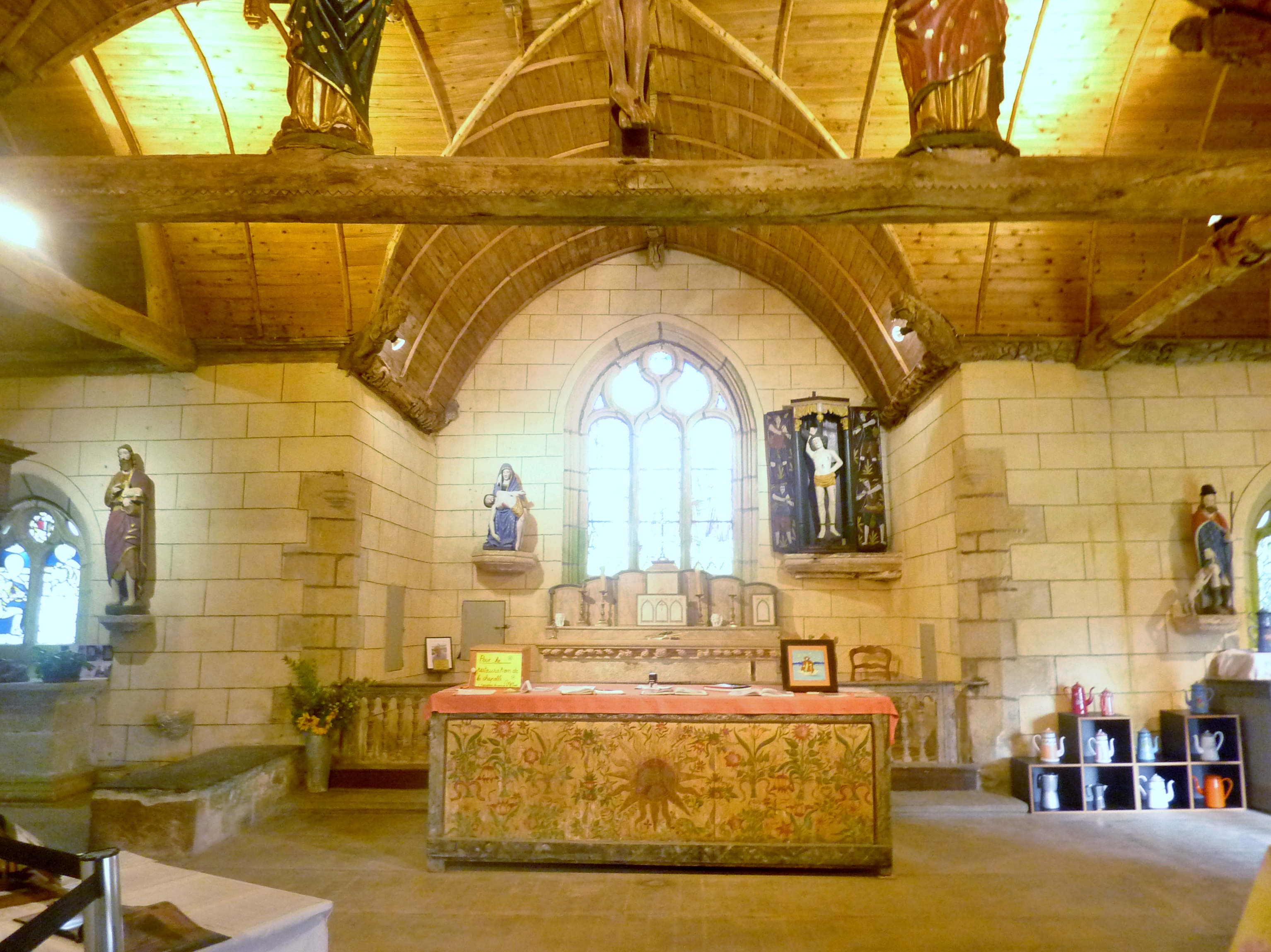
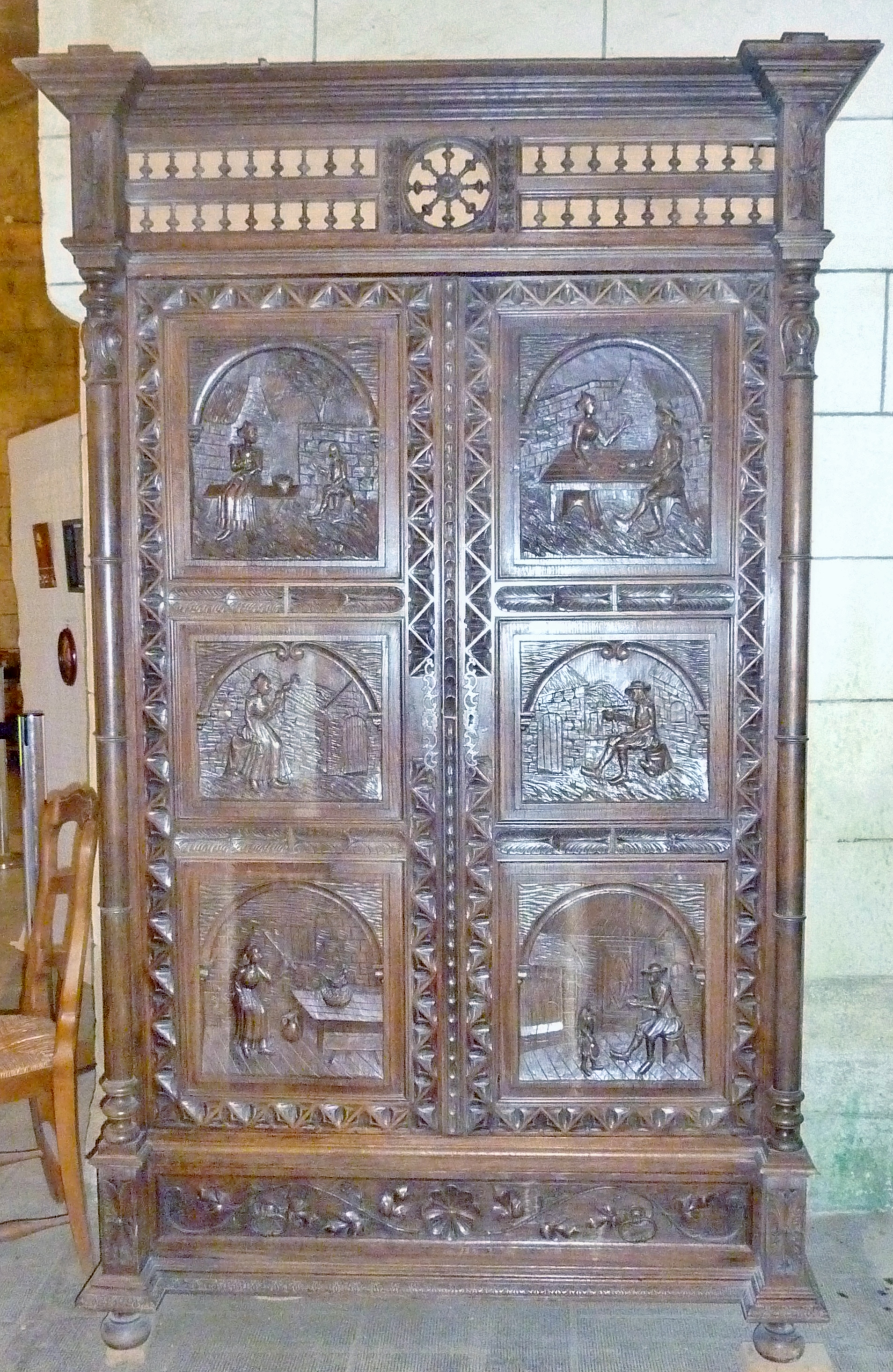